# Cunene
Cunene ili Kunene je rijeka u Africi, duga oko 1050 km, koja protječe kroz Nambiju i Angolu, te se ulijeva u Atlantski ocean.
Kunene izvire u Angoli, teče na jugu do granice s Namibijom, te dalje skreće na zapad i čini granicu između Angole i Namibije sve do ušća na obali Atlantskog oceana.
Na rijeci Kunene izgrađena brana Olushandja, a na njoj se nalaze i slapovi Epupa.

## Vanjske poveznice
|  | Zajednički poslužitelj ima još gradiva o temi Cunene |